# Horní Štěpánov
Horní Štěpánov – gmina w Czechach, w powiecie Prościejów, w kraju ołomunieckim. Według danych z dnia 1 stycznia 2012 liczyła 976 mieszkańców.
Składa się z trzech części:
- Horní Štěpánov
- Nové Sady
- Pohora.